# George Getty
Pour les articles homonymes, voir Getty.
George Franklin Getty (17 octobre 1855 - 31 mai 1930) est un avocat américain, pionnier du pétrole, père de l'industriel J. Paul Getty, et patriarche de la famille Getty (en).

## Biographie
Getty est né en 1855 au Maryland, de Martha Ann (Wily) et John Getty (1835-1861), fils de James Getty et petit-fils d'un autre John Getty, un paysan presbytérien Scot d'Ulster, qui a immigré en Amérique et revendiqué la parenté avec l'homonyme de Gettysburg. Cependant, Robert Lenzner a écrit dans son livre The Great Getty que Gettysburg avait été fondé par la famille Gettys, pas par Getty. Peu de temps après sa naissance, la famille de Getty déménage du Maryland pour l'Ohio où son père meurt en 1861. George est forcé de travailler dès sa jeunesse jusqu'à ce que son oncle, Joseph Getty, lui fournisse des fonds pour aller à l'école. Il obtient un baccalauréat ès sciences de l'université du Nord de l'Ohio en 1879.
Finalement, Getty se marie, entre à la faculté de droit de l'université du Michigan et devient avocat. En 1884, il déménage à Minneapolis au Minnesota où il se spécialise dans les assurances et le droit des sociétés et commence a bien gagner sa vie dans ce qui est alors la « capitale de la farine » de l'Amérique. En 1890, son premier enfant, une fille, meurt lors d'une épidémie de typhoïde dans la ville. En 1892, les Getty ont un autre enfant, un fils, Jean Paul Getty (plus tard connu sous le nom de J. Paul Getty).
En 1904, les Getty s'installent en Oklahoma, où George commence une carrière de pétrolier indépendant. En deux ans, il amasse une fortune grâce à sa Minnehoma Oil Company et déménage sa famille à Los Angeles en Californie. En 1913, George prête de l'argent à son fils Jean Paul (alors âgé de 21 ans) pour investir dans des puits de pétrole. En 1915, Jean Paul fait son premier million et l'année suivante, George et Jean Paul incorporent la Getty Oil Company, qui deviendra plus tard la Getty Oil.
George n'a jamais approuvé le style de vie de Jean Paul et c'est peut-être pour cette raison qu'il n'a pas laissé l'entreprise sous le contrôle exclusif de son fils. George Getty décède en 1930. Il laisse sa succession, sous la forme d'une participation majoritaire dans l'entreprise familiale George F. Getty, Inc., et évaluée entre 10 et 15 millions $ (175,18 millions $ et 262,77 millions $ respectivement en 2022), à sa femme Sarah, bien que Jean Paul Getty soit devenu président de la firme

## George Getty II
Le fils aîné de Jean Paul Getty, petit-fils de George Franklin Getty, s'appelle George Franklin Getty II (1924–1973). Il est cadre dans la société Getty Oil jusqu'à sa mort, que le département légiste du comté de Los Angeles qualifiera comme un probable suicide. Sa résidence, la Getty House (en), est donnée à la ville et est aujourd'hui la résidence officielle du maire de Los Angeles.